# Hvide Sande
Hvide Sande is een plaats in de Deense regio Midden-Jutland, gemeente Ringkøbing-Skjern, en telt 3170 inwoners (2010). De naam betekent letterlijk het witte zand.
Deze handelsstad heeft de op vier na grootste vissershaven van Denemarken met grote sluizen. Vissen is een belangrijke bron van inkomsten. Er staan 215 visserboten geregistreerd. 
In Hvide Sande zijn onder andere de visveiling, Het FiskeHuset en de grote sluizen die doorgang geven naar het Ringkøbing Fjord, een van de grootste fjorden van Denemarken te vinden.
Hvide Sande ligt op een lange kuststrook tussen het fjord en de Noordzee die zo'n 38 kilometer lang is. Deze kuststrook is ook wel Holmlands Klit genoemd.
Hvide Sande heeft ook nog een eigen radiocentrum, genaamd Holmlands Radio 1. Dit radiostation bevindt zich in het centrum vlak bij de 17e-eeuwse kerk op het stadsplein. Het radiocentrum bevindt zich in hetzelfde gebouw als het stadhuis.
De visveiling is elke woensdag, zaterdag en zondag aan het veilen. De vishandelaren kopen goedkoop hun verse vis in.  

## Geboren
- Niels Lodberg (14 oktober 1980), voetballer

Hvide Sande 2012

- Gemeinsame Normdatei: 4095855-3
- Virtual International Authority File: 244564761